# 李洪之
李洪之（5世纪—484年），本名文通，恆農人。為北魏時期的政治人物，是一名酷吏。

## 生平

### 成長經歷
李洪之在年幼時出家當和尚。後來長大了，才正式還俗，加入朝廷的軍隊。在北魏太武帝時，被調升為狄道護軍，被賜封為安陽男。

### 攀扒關係
當時，永昌王拓跋仁跟隨太武帝南下征戰，在途中得到了李氏姊妹兩人，李洪之就對李氏姊妹額外的巴結。藉由贈送珍貴禮物外，和她們結拜為兄弟姊妹，更是將他原名為李文通改為李洪之，因為李氏在南方有個名為李珍之的哥哥，藉由這個機會和李氏拉攏關係。
後來拓跋仁因為犯罪被殺，李氏便被帶入宮中，受到魏文成帝拓跋濬的眷寵，隨後生下了獻文帝拓跋弘。
后拓跋弘被立为皇太子，李氏按子贵母死制度被赐死，臨死前曾告訴昭太后說，李洪之是她的親屬，且不斷地囑咐李洪之，要照顧她在南方的珍之兄弟們。至此，李洪之就以外戚身份，擔任河內太守，晉升為任城侯。献文帝追尊生母李氏为元皇后，李洪之對外則宣稱他是獻文帝的親舅父，也遵照元后的交代，把元后兄長珍之當成自己的手足，用年齡層的大小來遵兄道弟。

### 管理河內
由於河內地區靠近邊韁地區，北方交接上黨，南方緊接虎牢關，民風也十分異常凶悍頑強，盜賊肆虐，連當地的官方也鎮壓不住，在當時是無法地帶。李洪之上任來，就有人一直跟他講當地的治安問題，他卻更加堅定要制裏該區的問題。首先是借由招募府郡官兵，對軍士嚴格訓練，下令嚴加戒備，設下重賞來獎勵捉拿盜賊和其部屬，對於捕獲的犯人，則是一律用嚴刑來殺雞儆猴。面對斬首示眾的酷刑下，盜賊數量雖然是減少了許多，但是李洪之暴虐無情的強硬手段，使得當地人民感到心寒。

### 征服山胡
在黃河以西的山胡部落，利用險要地形遮蔽，進行造反。當時擔任河西都將的李洪之，負責帶領著軍隊進攻，當部將們提意用武力進攻，但他卻是以對方熟知地形優勢，冒然進攻會兵力損失慘重，先賜予山胡部落特權，然后進行招降，等到掌握地形情況時，在以武力鎮壓。此行動，不費一兵一卒就收服了山胡的叛變。在此戰役，北魏獻文帝將李洪之擢升為尚書及外都大官。

### 征服西羌
在當時，赤葩渴郎羌族人住在深山地區，雖然在境內有所聯繫，但卻很少和外族有所聯繫。因為長久以來無人管裡，有人向李洪之建意用武力征服西羌，不但可以免除日后的麻煩，也可以增加收稅。他雖然對於這見事非常動心，但對於用武力征服有所不妥。於是先用派遣大量軍官來恐赫，來使西羌人民投降，但那只是一時間的。所以他帶領士兵來到了羌族居住的地方，安撫當地居民的疾苦，贈予錢財和糧食等，不但使得當地的人民被受感動，紛紛要求編入戶籍，也使得繳納的數量多了數倍左右。

### 管裡內部
李洪之治法嚴謹，雖然善於管理邊夷民族，他在任職內，卻是狡詐貪汙，收受賄賂，對內管裡更是嚴厲殘酷。他在秦州、益州兩州刺史間，定下了許多嚴刻的法規，強制人民去遵守，用許多不合理的方式來剷奸除惡，其中最為過份的是—凡是帶著刀劍等兵器出外的人，其罪刑就跟強劫罪刑一樣深重。為了貫徹他所實施的法令，他更是暗中派遣軍隊，在各個交通大道附近，只要有人經過，就會攔下來盤問抽查，只要有人違反規定，就會被押進官府，在罪刑確認下公布罪名，隨後立即處決示眾，在當時被冤枉殺害的百姓高達數百人以上。

### 罪行曝光
直到北魏孝文帝即位後，開使整肅朝綱，革除弊端，李洪之的罪行才被舉發，被押解京師問罪，由於罪刑重大，被孝文帝當場斥責，而頒布他在自家服毒自盡的詔令。

## 延伸阅读
[在维基数据编辑]
 《魏書·卷89》，出自魏收《魏书》
 《北史·卷087》，出自李延壽《北史》